# Scleroblitum atriplicinum
Scleroblitum atriplicinum är en amarantväxtart som först beskrevs av Ferdinand von Mueller, och fick sitt nu gällande namn av Oskar Eberhard Ulbrich. Scleroblitum atriplicinum ingår i släktet Scleroblitum och familjen amarantväxter. Inga underarter finns listade i Catalogue of Life.